# Bur Singgamata
Bur Singgamata är ett berg i Indonesien.   Det ligger i provinsen Aceh, i den västra delen av landet, 1 500 km nordväst om huvudstaden Jakarta. Toppen på Bur Singgamata är 1 605 meter över havet, eller 130 meter över den omgivande terrängen. Bredden vid basen är 0,46 km.
Terrängen runt Bur Singgamata är kuperad åt nordost, men åt sydväst är den bergig. Trakten runt Bur Singgamata är nära nog obefolkad, med mindre än två invånare per kvadratkilometer. I omgivningarna runt Bur Singgamata växer i huvudsak städsegrön lövskog.